# サウード・ナシール・アル・サーウド・アル＝サバー

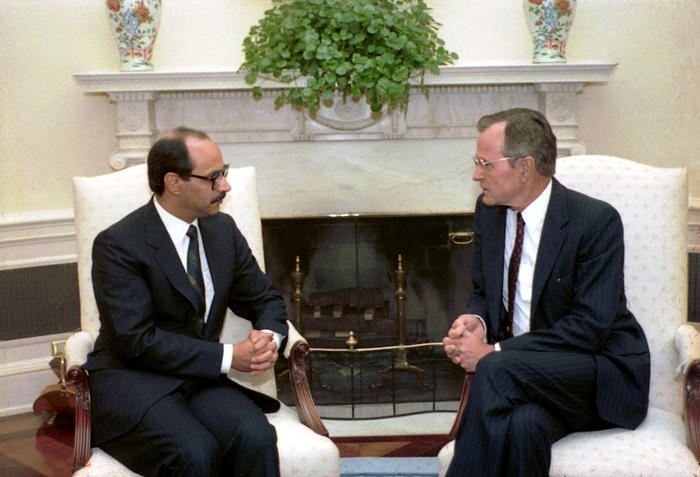
ジョージ・H・W・ブッシュ米国大統領（右）とサバ―

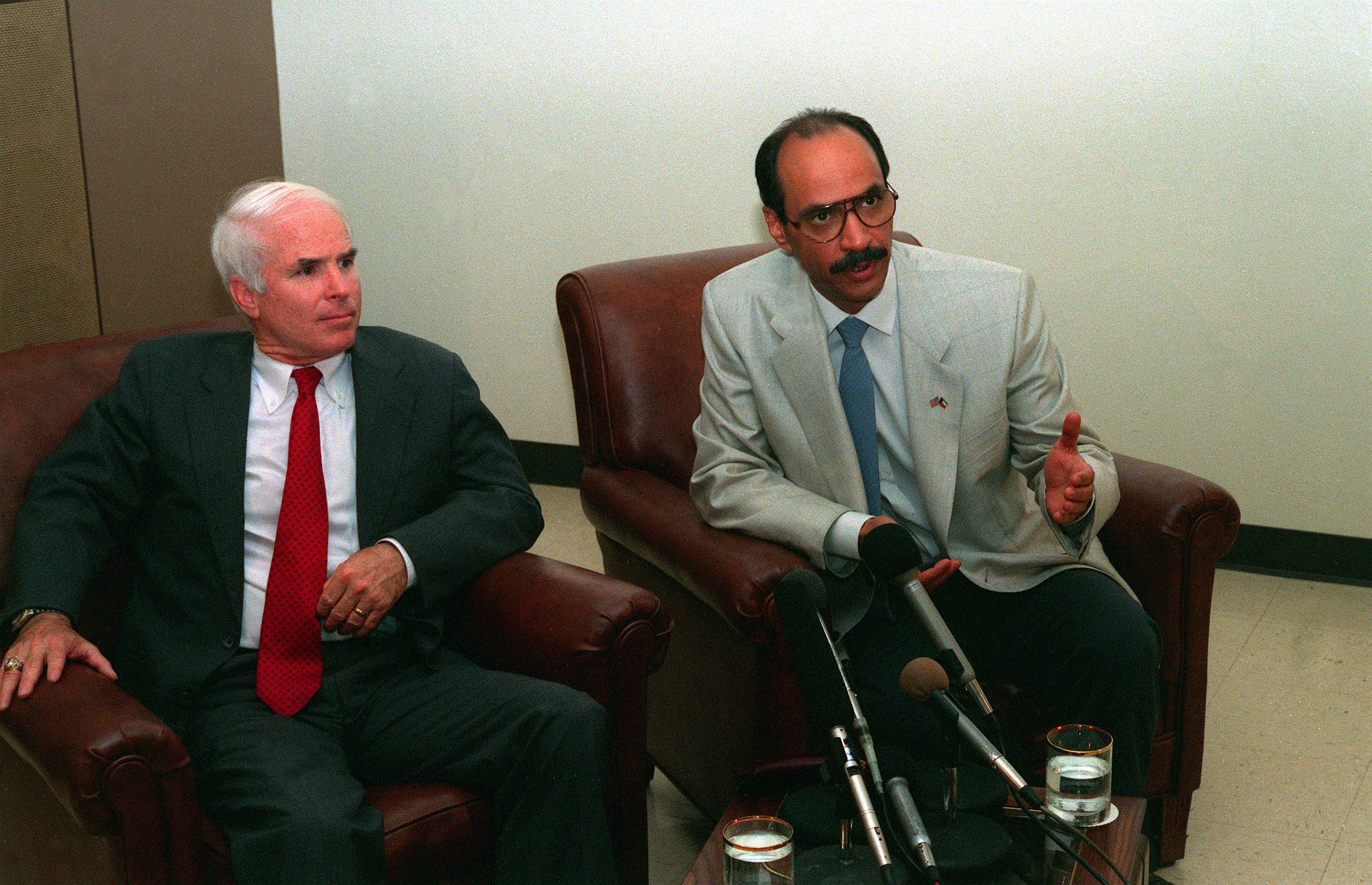
ジョン・マケイン上院議員（右）とサバ―

シャイフ・サウード・アン＝ナーセル・アッ＝サバーハ（1944年10月3日– 2012年1月21日、アラビア語: سعود الناصر الصباح ）、はクウェートの王族(サバーハ家)の一員であり、クウェートの前米国大使と英国大使であった。また、彼は1998年から2001年まで、石油大臣だった。
伝えられるところによれば、湾岸戦争（第一次湾岸戦争）での米国の関与を進めるため、クウェート政府によって設立された表向きの組織、自由クウェートのための市民運動に関与し、彼の娘は現地のクウェートにいないにもかかわらずイラク軍が残虐行為をしたと虚偽の証言を行った（ナイラ証言）。 上述の関与は、1992年のドキュメンタリー映画「トゥ・セル・ア・ウォー」で取り上げられた。

## 参照
1. 1 2  Kuwait mourns former oil minister Khaleej Times,  22 January 2012

- John Stauber and Sheldon Rampton, "How PR Sold the War in the Persian Gulf," excerpted from Toxic Sludge Is Good For You: Lies, Damn Lies and the Public Relations Industry (Monroe, ME: Common Courage Press), 1995.
- The Man Who Sold the War - from Rolling Stone